# Mandžukuo
Mandžukuo je bila država pod upravom Japana i Kwantuške armije, dok je formalno car bio posljednji kineski car Pu Yi. Državu Mandžukuo priznale su pripadnice Sila osovine te neke države Srednje Amerike (Salvador i Dominikanska Republika). Nakon savezničke pobjede nad Japanom, Mandžukuo je ukinut. Nakon okupacije od strane SSSR-a, brojni stanovnici preseljeni su u zatvore komunističke Kine na preobrazbu tj. da postanu uzorni komunisti.

## Stanovništvo
Prema popisu stanovništva iz 1908., broj stanovnika u Mandžuku bio je 15,834,000, a 1937. 35,518,849 stanovnika. Odnos stanovnika bio je 123 muškaraca prema 100 žena te oko 6 osoba u obitelji. Ukupan broj stanovnika 1941. godine bio je 50,000,000. Početkom 1934., ukupan broj stanovnika Mandžukua bio je procijenjen na 30,880,000 stanovnika. Pučanstvo je tada činilo: 29,51 milijun Kineza (96%), 590.760 Japanaca (2%), 680.000 Korejaca (2%) i 98.431 (<1%) druge nacionalnosti: Mongoli, Bijeli Rusi itd. Oko 80% stanovništva bilo je ruralno.
- Newchwang (119.000 ili 180.871 - 1940.)
- Mukden (339.000 ili 1.135.801 - 1940.)
- Hsinking (126.000 ili 544.202 - 1940.)
- Harbin (405.000 ili 661.948 - 1940.)
- Dairen (400.000 ili 555.562 - 1939.)
- Antung (92.000 ili 315.242 - 1940.)
- Kirin (119.000 ili 173.624 - 1940.)
- Tsitsihar (75.000 - 1940.)

## Gospodarstvo
Odmah nakon uspostav, Mandžukuo doživljava brz gospodarski rast i napredak. Proizvodnja čelika premašila je čak i Japan u kasnim 1930-im. Mnogi gradovi su se modernizirali za vrijeme postojanja države. Središnja banka Mandžukua je osnovana 11. lipnja 1932. kao dioničko društvo s početnim kapitalom od 30.000.000 yuana. Mandžukuo je izdavao svoje poštanske marke od 28. srpnja 1932. do njegova raspuštanja.

## Obrazovanje
Vlada Mandžukua zalagala se za osnivanje mnogih škola i tehničkih fakulteta: 12.000 osnovnih škola, 200 srednjih škola, 140 učiteljskih škola (za pripremu nastavnika) te 50 tehničkih i stručnih škola. Ukupno je sustav imao 600.000 djece i mladih učenika i 25.000 učitelja. Obrazovanje je bilo zamišljeno kao praktično osposobljavanje za rad dječaka i kućanskih poslova za djevojčice. Održavani su brojni festivali za mlade, sportski događaji i slično. Na kraju, je japanski postao službeni jezik osim kineskog jezika koji se učio u školama Mandžukua.